# Дев'ять мільярдів імен Бога
 «Дев'ять мільярдів імен Бога» (англ. The Nine Billion Names of God) — науково-фантастичне оповідання Артура Кларка 1953 року.

## Сюжет
Монахи тибетського монастиря шукають всі імена Бога, вони вважають, що саме для цього і був створений Всесвіт. Вони вірять — історія Всесвіту завершиться після знаходження всіх імен.
За три століття до цього, монахи створили свій алфавіт, в якому вони можуть записати всі можливі імена Бога. Записуючи імена вручну, а кожне з яких містить не більше дев'яти символів і відкидаючи завідомо безглузді комбінації, їм знадобилося б ще 15 000 років. Монахи вирішують використати сучасні технології, щоб виконати свою задачу швидше.
Вони орендують ЕОМ і наймають двох програмістів для створення програми, що друкуватиме імена. Техніки скептично ставляться до роботи, але тим не менше виконують її.
Через три місяці під кінець завершення роботи, програмісти сповільнюють виконання програми. Вони сповільнюють ЕОМ, щоб вона закінчила роботу через декілька годин після їх від'їзду з монастиря, оскільки вони бояться, що монахи звинуватять комп'ютер, а заодно і їх в тому що кінець світу не настав.
Наближаючись до аеродрому, де їх очікував літак, програмісти розуміють, що робота завершена. Вони бачать як «над ними, тихо і без метушні гасли зорі».